# William John Bankes
William John Bankes (11 de diciembre de 1786 – 15 de abril de 1855) fue un explorador, egiptólogo y aventurero británico. 
Hijo de Henry Bankes, nació en el seno de la familia Bankes de Dorset. Viajó por todo Oriente Próximo y Egipto y creó una extensa colección particular de objetos del antiguo Egipto que depositó en la mansión familiar de Kingston Lacy. Su trabajo sobre la antigua civilización del Nilo fue vasto e importante, pero no ha sido reconocido hasta tiempos recientes. Fue amigo de los poetas Lord Byron y Samuel Rogers y del arquitecto Charles Barry, al que encargó la remodelación de su palacio. 
Ejerció de parlamentario en el Reino Unido como representante por el partido conservador del distrito electoral de Truro en 1810, por la Universidad de Cambridge de 1822 a 1826, por Marlborough de 1829 a 1832 y finalmente por Dorset de 1832 a 1835.